# Lisdoddesnuitmot
De lisdoddesnuitmot (Calamotropha paludella) is een vlinder uit de familie grasmotten (Crambidae). De spanwijdte van de vlinder bedraagt tussen de 23 en 29 millimeter. De soort komt voor in heel Europa en Afrika, in grote delen van Azië en Australië. De soort overwintert als rups.

## Waardplant
De lisdoddesnuitmot heeft grote en soms kleine lisdodde als waardplanten. De rups mineert aanvankelijk in het blad, leeft vervolgens in de stengel en verpopt daar in het voorjaar.

## Voorkomen in Nederland en België
De lisdoddesnuitmot is in Nederland en in België een lokaal gewone soort in natte gebieden. De vliegtijd vanaf eind juni tot en met augustus.